# Ingebrekestelling
De ingebrekestelling, de in mora stelling of de aanmaning (Latijn: interpellatio) is de schriftelijke mededeling van de schuldeiser waarbij de schuldenaar wordt aangemaand om de overeengekomen prestatie te verrichten, waarbij tevens een redelijke termijn wordt gegeven om alsnog die prestatie te verrichten. Als de schuldenaar dan niet binnen die termijn heeft gepresteerd dan is hij in verzuim. Uiteraard moet de prestatie van de schuldenaar dan wel opeisbaar zijn.

## Nederland

### Wettelijke regeling
De ingebrekestelling wordt genoemd in artikel 6:82 van het Burgerlijk Wetboek. De wet spreekt van een schriftelijke aanmaning. Dat houdt in dat ook een gewone brief een ingebrekestelling kan zijn. In de praktijk zal een ingebrekestelling vrijwel altijd door middel van een aangetekende brief gaan, maar dat is geen vereiste. De schuldeiser kan dan echter makkelijker bewijzen dat zijn wederpartij in gebreke was gesteld. Ook een ingebrekestelling per e-mail is rechtsgeldig.
De wet geeft geen definitie van de redelijke termijn. Wat redelijk is zal derhalve van de concrete situatie afhangen. Overigens zal een verweer dat in een ingebrekestelling geen redelijke termijn was gegeven niet veel kans maken als overigens vaststaat dat de schuldenaar zijn prestatie niet had verricht.

### Belang van de ingebrekestelling
Ieder mens sluit dagelijks meerdere overeenkomsten. Meestal zal hij zich daar niet of nauwelijks bewust van zijn. Die overeenkomsten, bijvoorbeeld het kopen van een brood, leiden zelden tot problemen. 
Anders ligt het bij overeenkomsten die een groter belang vertegenwoordigen. Als je bij het betalen gebruikmaakt van je betaalkaart kan het zijn dat je door die betaling rood komt te staan. In zo'n situatie verwacht je niet van je bank dat deze de mogelijkheid tot rood staan van de een op de andere dag onmogelijk maakt. Als de bank van mening is dat je te ruimhartig gebruikmaakt van de krediet-overeenkomst die het roodstaan mogelijk maakt, dan zal de bank eerst door middel van een ingebrekestelling de kans moeten bieden om de roodstand weer binnen de overeengekomen perken te brengen. Pas daarna kan de bank het krediet beëindigen en het saldo opeisen.
Juridisch vertaald: de bank mag in deze situatie pas handelen als er sprake is van verzuim. In zijn algemeenheid is er pas sprake van verzuim nadat de schuldenaar in gebreke is gesteld.  Juist dat belangrijke gevolg maakt de ingebrekestelling tot een van de belangrijkste begrippen van  het Burgerlijk recht. Er zijn echter ook situaties waarin het verzuim van rechtswege, dus zonder ingebrekestelling intreedt (artikel 6:83) of waarbij wel een ingebrekestelling nodig is maar daarbij geen aanmaning/termijn hoeft te worden gesteld en dit meer neerkomt op een aansprakelijkstelling voor de gevolgen (6:82 lid 2, nl. als ingebrekestelling gezien de situatie nutteloos is).

## België
Een ingebrekestelling is in een contractuele relatie een duidelijke en ondubbelzinnige aanmaning van de schuldeiser aan de schuldenaar  tot 
nakoming van zijn verbintenissen. Het vereiste om een schuldenaar in gebreke te stellen alvorens over te gaan tot gerechtelijke sancties of alvorens zich te beroepen op een contractueel bedongen sanctie die buitengerechtelijk is, wordt erkend als een algemeen rechtsbeginsel. De goede trouw schrijft immers de ingebrekestelling voor.
De wet van 23 mei 2013 heeft art. 2244, tweede paragraaf ingevoerd in het Burgerlijk Wetboek. Hierdoor kan, indien voldaan aan de gestelde voorwaarden, de ingebrekestelling de verjaring stuiten. Het is vereist dat de ingebrekestelling wordt verstuurd door middel van een aangetekend schrijven, ondertekend door een advocaat of gerechtswaarder dat gestuurd wordt naar een adres in België. Indien een advocaat de brief ondertekent, is ook vereist dat die nagaat of er sprake is van een toerekenbare tekortkoming.
Een ingebrekestelling is in principe altijd vereist. Hierop bestaan evenwel uitzonderingen:
- wettelijke uitzonderingen: bijvoorbeeld de wet van 2 augustus 2002 betreffende de bestrijding van de betalingsachterstand bij handelstransacties;
- contractuele afwijkingen:[7] men kan contractueel bepalen dat een voorafgaande ingebrekestelling niet vereist is. Soms kan dit toch niet bij dwingende regels, zoals de regels inzake consumentenkrediet;
- een voorafgaande ingebrekestelling is niet vereist indien ze nutteloos zou zijn en haar doel zou missen: bijvoorbeeld een banketbakker komt zijn verbintenis om een buffettaart te leveren op een bruiloft niet na;[8]
- bij voortdurende contracten;
- bij hoogdringendheid;
- volgens het Weens Koopverdrag is een voorafgaande ingebrekestelling niet vereist.

### Vormvereisten
Aangezien de ingebrekestelling geen wettelijke regeling kent in België, ontstond er in de jaren '90 discussie in de rechtspraak en rechtsleer over de inhoud en de vorm van een ingebrekestelling. 
Het Hof van Cassatie oordeelde dat een ingebrekestelling een "met een aanmaning gelijkgestelde akte" is. Het is "elke akte die een sommatie bevat waaruit de schuldenaar noodzakelijk heeft moeten opmaken 
dat hij in gebreke werd gesteld zijn verbintenis na te komen". Het komt er dus op neer dat de vorm van de ingebrekestelling ondergeschikt is aan de inhoud.

### Gevolgen
- Vanaf de ingebrekestelling is de schuldenaar, tenzij anders werd bedongen, interesten verschuldigd.[11] Dit zijn moratoire of verwijlinteresten.
- Bij de verbintenis tot de levering van een reeds gekochte specieszaak, gaat door de ingebrekestelling het risico over van de eigenaar naar de schuldenaar. Het risico van het tenietgaan van de zaak komt m.a.w. te rusten op de schuldenaar.

## Common law
Common law-rechtsstelsels (VS, VK) kennen geen ingebrekestelling. De benadeelde partij kan de overeenkomst (contract) ontbinden zonder voorafgaande ingebrekestelling. In het continentaal recht is dit ondenkbaar. Wel worden in common law-contracten, vooral contracten waarbij zware belangen gemoeid zijn, vaak contractuele regelingen voor wanprestatie (event of default) afgesproken waardoor ook hier de overeenkomst niet zomaar ontbonden kan worden. 